# 岩国市営錦バス
岩国市営錦バス（いわくにしえいにしきバス）は、山口県岩国市がかつて運行していた自治体バスである。運行開始当初は錦町により「錦町営バス」として運行されていた。
岩国市との合併により岩国市へ引き継がれ、岩国市錦総合支所（旧・錦町）が所管していた。一部の路線は隣接する周南市や島根県鹿足郡吉賀町へも乗り入れていた。運行形態は、自家用自動車による有償運送である。運行業務は錦川鉄道に委託されていた。
2009年4月1日より岩国市生活交通バスとして統合再編された。

## 沿革
- 1985年3月31日 国鉄バス高根 - 宇佐・向峠間運行休止。翌月より国鉄バスを借り上げて貸切バスとして運行。[1]
- 1987年3月31日 国鉄バス高根 - 宇佐・向峠、高根 - 羅漢高原、広瀬 - 大久保とともに廃止。[1]
- 1987年4月 高根 - 宇佐・向峠・羅漢高原に当時の錦町が町営バス運行開始。広瀬 - 大久保間は町営スクールバスを運行開始。[1]
- 1998年4月1日 中国JRバス岩益線の廃止に伴う代替バスとして、錦町営バス六日市線の運行を開始。
- 2006年3月20日 岩国市、玖珂郡由宇町、玖珂町、本郷村、周東町、錦町、美川町、美和町が新設合併し、改めて岩国市が発足したことに伴い、錦町営バスから岩国市営錦バスへ改称。
- 2009年4月1日 旧玖珂郡各地域内の自治体バス運行路線網の見直しに伴い、岩国市生活交通バスとしての運行に再編される[2][3]。

## 路線
須金線
- 錦町駅 - 錦中学校前 - 須金中原（周南市）

六日市線
- 錦中学校前 - 錦町駅 - 五味 - 道の駅ピュアラインにしき - 下出市 - 六日市駅（島根県鹿足郡吉賀町）

高根・寂地線
- あさぎりの郷 - 錦中学校前 - 錦町駅 - 五味 - 道の駅ピュアラインにしき - 下出市 - 雙津峡温泉 - 高根 - 深谷パーキング前 - 深谷大橋 - 寂地峡入口 - 寂地登山口

高根・大原線
- 錦中学校前 - 錦町駅 - 五味 - 道の駅ピュアラインにしき - 下出市 - 雙津峡温泉 - 高根 - 高根大原 - 柱ヶ瀬 - 本郷羅漢

府谷線
- 錦中学校前 - 錦町駅 - 五味 - 道の駅ピュアラインにしき - 下出市 - 道の駅ピュアラインにしき - 五味 - 府谷 - 大久保

## 岩国市生活交通バスへ再編された旧町村営バス
- 岩国市営玖珂バス
- 岩国市営周東バス
- 岩国市営錦バス
- 岩国市営美川バス
- 岩国市営美和バス
- 岩国市営らかん清流バス

## 車両

錦町営バス当時の車両
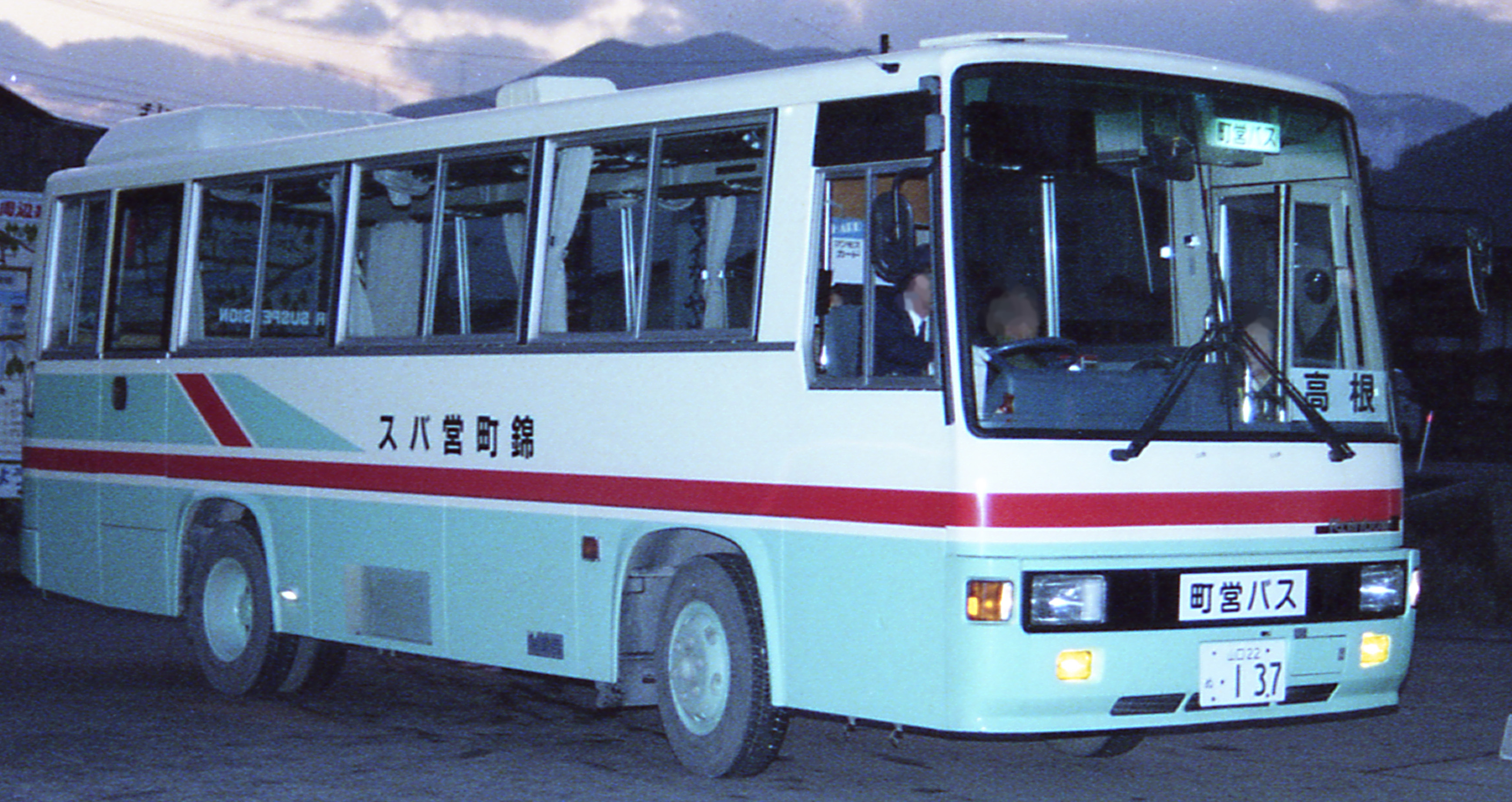
1995年当時 （錦町駅 - 高根方面）
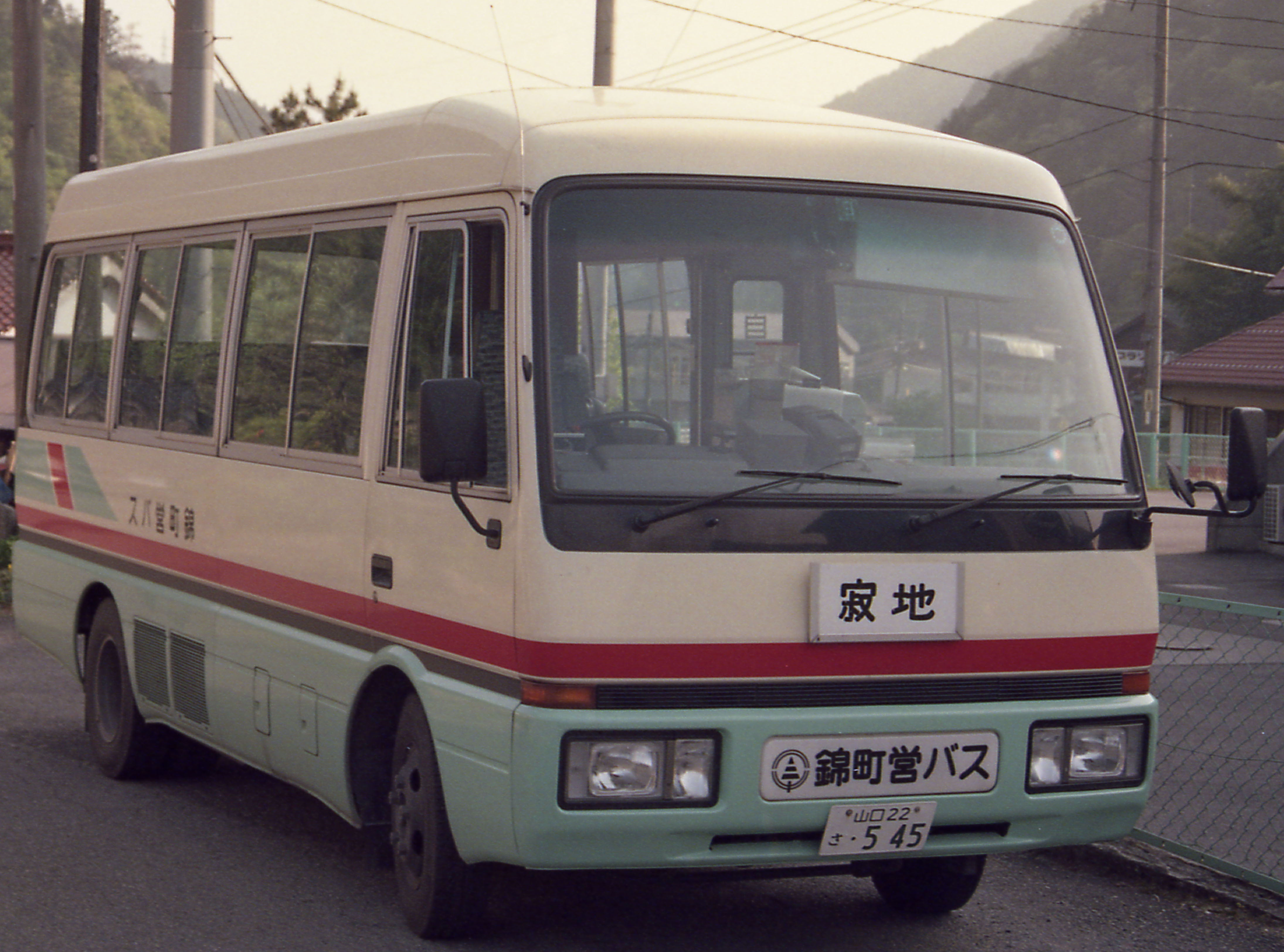
1997年当時 （高根 - 寂地方面）